# 10000 lire Mondiali di Calcio USA '94
Con D.M.T. 5 agosto 1994 venne autorizzata l'emissione di una moneta commemorativa in argento del valore nominale di 10.000 lire dedicata ai Mondiali di calcio disputantisi quell'anno negli Stati Uniti. Tale emissione si inquadra nel solco delle coniazioni commemorative dedicate agli eventi sportivi e, in particolare, ai Mondiali di Calcio.

## Descrizione

### Dritto
Al dritto al centro è ritratto un profilo muliebre turrito rappresentante l'Italia, a destra sovrapposto alla Bandiera degli Stati Uniti d'America; sotto il collo è scritto il nome dell'autore (SOCCORSI) mentre in basso in giro è scritto "REPUBBLICA ITALIANA".

### Rovescio
Al rovescio al centro vi è una composizione formata da un globo semiaperto in due emisferi - l'uno, un globo terrestre stilizzato, l'altro un pallone da calcio - dal quale esce un ramo d'ulivo avvolto da un nastro su cui sono scritti i nomi delle nazioni finaliste di quella edizione dei Mondiali: Italia e Brasile. Il tutto è sovrapposto ad un disegno stilizzato del globo terrestre.
L'indicazione del valore è in alto a sinistra, mentre il segno di zecca R è collocato sotto di essa; in basso lungo il bordo è scritto "USA 1994", mentre in giro vi è la legenda "CAMPIONATO MONDIALE DI CALCIO". Il nome dell'autrice (CRETARA) si trova subito sotto la composizione.

### Contorno
Lungo il contorno è presente una godronatura discontinua.

### Dati tecnici
Il diametro è di 34 mm, il peso di 22 g e il titolo è di 835/1000
La moneta è presentata nella duplice versione fior di conio e fondo specchio, rispettivamente in 43.000 e 9.000 esemplari.